# Funes, un gran amor
Funes, un gran amor es una película argentina dramática de 1993 dirigida por Raúl de la Torre y escrita por de la Torre y Ugo Pirro, según la novela Háblenme de Funes de Humberto Costantini. Es protagonizada por Graciela Borges, Gian María Volontè, Pepe Soriano, Moria Casán, Rodolfo Ranni, Nacha Guevara, Jairo, Dora Baret, Beba Bidart, Alfredo Zemma y Antonio Tarragó Ros. También, contó con la actuación especial de Andrea del Boca y las presentaciones de Juan Cruz Bordeau y Matías Gandolfo.

## Sinopsis
La historia transcurre durante la época de la Década Infame en "El Olimpo", un salón de baile y beberaje, local de timba (juego clandestino) y prostíbulo, al cual llega Funes (Graciela Borges), una enigmática pianista de una orquesta de tango que despierta pasiones en los hombres y las mujeres del lugar.

## Reparto y personajes
- Graciela Borges ... Azucena Funes/Tena
- Gian María Volontè ... El Tano Bérgami (Dueño de "El Olimpo")
- Andrea Del Boca ... Beatriz Núñez
- Moria Casán ... Felisa
- Pepe Soriano ... Herminio (Encargado de "El Olimpo")
- Rodolfo Ranni ... Tito Izquierdo (Político y matón)
- Nacha Guevara ... Amanda
- Jairo ... Julito Díaz
- Dora Baret ... Sofía
- Beba Bidart ... Doña Pancha
- Alfredo Zemma ... Juan "El Pibe" Paladino (Director de la orquesta típica)
- Matías Gandolfo ... Miguel
- Juan Cruz Bordeu ... Mario
- Antonio Tarragó Ros ... Alcides del Paraná (Musiquero)
- Susana Rinaldi ... La Tana
- Virgilio Expósito...[1] Dirección Musical
- Daniel Binelli...[2][3][4] Osiris Demarchi (Bandoneonista)
- Julio Peressini ... Valenzuela (Violinista)
- Roberto Amerise ... Kreimer (Contrabajista)
- Carlos Buono...[5][6] Sampa (Bandoneonista)
- Juan Carlos Copes...[7][8] El Cachafaz (Bailarín)
- María Nieves...[9] Pareja del Cachafaz
- Teresa Brandon ... Isabel
- Carol Ilujas ... Emma
- María José Gabín
- Argentinita Vélez
- José Andrada
- Carlos Broggi
- Constantino Cosma
- Raúl de la Torre
- Iván González Sainz
- Jorge Gabo Pereyra

## Banda sonora
La banda sonora de la película estuvo a cargo del músico Charly García. Nunca fue editada comercialmente.

### Lista de canciones
Todas las canciones pertenecen a Charly García, excepto donde se indica.
1. Fifteen forever
2. Yuyo verde
3. Atmósfera I
4. Atmósfera II
5. Atmósfera III
6. Tango
7. Fifteen forever
8. Ser feliz
9. Ser feliz
10. Tango
11. Ser feliz
12. Naranjo en flor (Homero y Virgilio Expósito)
13. Final

El tema «Naranjo en flor» es interpretado por Jairo.